# Saarijärvi (Pajala socken, Norrbotten, 753252-178360)
Saarijärvi är en sjö i Pajala kommun i Norrbotten och ingår i Torneälvens huvudavrinningsområde.